# 山田温泉 (北海道)
山田温泉（やまだおんせん）は、北海道河東郡鹿追町北瓜幕にある温泉である。然別湖から北へ約2km進んだ原生林の中に立地する。

## 泉質
- 単純温泉（中性低張性高温泉）
  - 源泉温度 44.5℃、pH 7.0（中性）、湧出量 毎分118L
  - 無色透明、無味、無臭

## 温泉地
- 2016年（平成28年）までは、一軒宿の「然別湖ホテル福原 別館 山田温泉」が存在していた。
  - 男女別の内風呂があり、源泉掛け流しの浴室を持ち、場所柄、夏期のみの営業としていた。
  - 建物老朽化の問題により、2010年からは宿泊を休業し、日帰り入浴と休憩のみとしていた。
    - 2016年夏季、施設耐久性の問題により完全休止。同年、福原が、鹿追町へ施設を無償譲渡。
      - 山田温泉の場所が、大雪山国立公園の第一種特別地域に所在することから、現存施設の許可を返納してしまうと二度と再建が出来なくなる特殊性[2]から、鹿追町が町営で再建を目指す方向に決定[3]
      - 2016年内より、施設の改修工事に取り掛かっている[4]。

## 歴史
- 1931年（昭和6年）山田角太が、この地の権利を譲受された事から、この地の歴史が始まる。同年6月、当時の帯広営林区署長より権利譲渡を許可され、1933年（昭和8年）落成し、温泉開業する。なお、然別湖（旧道・白雲橋）までの道路完成は1932年（昭和7年）のこと[5]である。
- その後、軍隊舎に接収されたり、1948年（昭和23年）火災消失、十勝沖地震による源泉不調[6]などあったものの、山田はこの地でヤンベツ川の水を引き然別湖のオショロコマの繁殖を、1950年（昭和25年）より3か年かけ成功させている[6]。
- 終戦直後は、然別湖で車を下車後然別湖北岸まで船で渡り、その後「十一町[7]余り」の移動を要したという[6]。その後、1967年（昭和42年）になり北海道道85号鹿追糠平線幌鹿峠が開通する。
- その山田角太は、1972年（昭和47年）10月に没する。現在、山田温泉本館前にある「然別湖のぬし 山田角太を顕彰す」碑は、没後の翌1973年（昭和48年）10月、山田の、殊にオショロコマの人工繁殖を初めて成功させた功績を讃え、元・北海道知事町村金吾揮毫により建立された。
- その後、1976年（昭和51年）になって、ホテル福原に経営が移ることになる。しかし、年間の半分を雪に閉ざされる国立公園の特別地域という特殊性から、施設の修繕の難しさとの兼ね合いが続くことになる。2006年（平成18年）には、浴室が積雪により倒壊[8][9] 、建物老朽化への対応を打開するため、2016年地元自治体に施設を譲渡した[10]。

## アクセス
- 車利用の場合
  - 北海道道85号鹿追糠平線沿いの位置に所在する。
    - 当所は然別湖-ぬかびら源泉郷間に位置するため、冬季間は除雪がされない[11][12]。

  - 最寄インターチェンジは、道東自動車道十勝清水インターチェンジ（50Km・75分[1]）となる。
  -  清水町からは、国道274号で鹿追町方面へ向かい、鹿追町瓜幕西で、北海道道85号鹿追糠平線へ。（然別湖より6Km・10分[1]）
  - 上士幌町からは、国道273号ぬかびら源泉郷から（17Km・25分[1]）、北海道道85号鹿追糠平線へ入り幌鹿峠を越えた位置に所在する。

- 公共交通利用の場合
  - 公共交通利用の場合、途中の「然別湖」または、「ぬかびら源泉郷」まで路線バス便がある。
    - 下車後は、当地までの間において自力での移動を要する。タクシー利用の場合、鹿追町・上士幌町ともタクシー会社はあるが、所属台数が極めて少ないことについて考慮が必要。

### アクセスする上での注意事項
- 「然別湖ホテル福原 別館 山田温泉」のホームページ上で、当地にアクセスするにあたり注意事項を上げていた。「特に、初めて来られる方は必ずご一読下さい」としていた事項である。

```
道路事情
・然別湖畔温泉から5Kmの区間は、センターラインのない細く見通しの悪いカーブ道が続きます。
　ぬかびら源泉郷から来る場合、センターセインはありますが、峠越えのカーブが続く道を走行することになります。
　いずれから来る場合も、常時ライトを点灯して走行することをお勧めします。
・鹿などの動物が道路にいたり飛び出したりすることがありますのでご注意下さい。（中略）
・冬期間の11月～4月までの間、然別湖湖畔温泉からぬかびら源泉郷までの区間は道路が通行止めとなります。
携帯電話
・然別湖湖畔温泉からぬかびら源泉郷までの区間は、携帯電話が圏外となり使用できません。
・交通量も少ない道なので、ガス欠などで走行不能とならないようご注意下さい。
ガソリンスタンド
・山田温泉から鹿追町方面のガソリンスタンドまで20Km、ぬかびら源泉郷方面上士幌町のガソリンスタンドまで39Kmあります。
・三国峠を越える場合、100Km以上ガソリンスタンドはありませんのでご注意下さい。
[
13
]
```

## その他
- かつて、この地に「山田温泉ユースホステル」が所在した。1957年（昭和32年）開業、1978年（昭和53年）8月解約[14]。現在山田温泉裏の廃墟として残る。
- 2016年現在、山田角太の子孫は、然別湖畔で唯一の土産物店を経営している。「湖月園」営業時から経営していた模様。